# 保富集團
保富集團（又譯「鮑佛貝蒂公司」），1909年成立，是國際性的基礎設施建造公司，為富時250指數成份股之一，亦是全英國最大的承建商，近年以BOT模式興建了多間醫院和監獄。鮑佛貝蒂公司在全球超過80個國家皆有業務，除英美等主要市場外，其工程遍佈澳大利亞、加拿大、中東、南非和東南亞，並手持金門建築一半股權（另一半由怡和集團持有）。

## 歷史
公司於1909年由喬治·貝爾福和安德魯·比蒂，以5萬英磅的資本共同建立。至第一次世界大戰前後，其業務主要集中於電車路線的營造。1918年，喬治·貝爾福當選下議院議員，在建造英國國家電網的討論中扮演重要角色。保富公司隨後積極參與蘇格蘭水力發電，建造堤壩、高架電纜及其他發電廠的工程。1924年開始涉足海外，在阿爾卑斯多洛米蒂山脈、馬來亞及印度等地興建水力發電的設施，亦於阿根廷、烏拉圭及伊拉克興建發電廠。

## 近年主要工程
- 基爾德水庫，1982年
- 碼頭區輕便鐵路，1985年
- 英國M25高速公路，1986年
- 英法海底隧道，1994年
- 加的夫灣攔河壩（英语：Cardiff Bay Barrage），1999年
- 萊索托高原水利工程（英语：Lesotho Highlands Water Project），2002年
- 香港港鐵南昌站，2003年
- 馬來西亞柏高水電站，2003年
- 英國M6高速公路，2003年
- 美國康涅狄格州伊戈爾·西科斯基紀念大橋（英语：Igor I. Sikorsky Memorial Bridge），2006年
- 杜拜購物中心，2008年
- 英王十字聖潘革勒斯站，2009年
- 伯明翰超級醫院（英语：Birmingham Super Hospital），2010年
- 東倫敦線，2010年

## 收購及分拆
保富集團於2009年10月全面收購栢誠集團，並於2014年9月3日宣佈將所有栢誠集團股份售予科進集團，作價12.4億美元。